# Wereldkampioenschappen wielrennen 2008
De wereldkampioenschappen wielrennen 2008 werden gehouden van 24 tot en met 28 september 2008 in het Italiaanse Varese.
In 1951 was Varese ook gastheer van het wereldkampioenschap wielrennen. De Zwitser Ferdi Kübler won er, voor de Italianen Fiorenzo Magni en Antonio Bevilacqua.

## Programma
| Datum           | Aanvangsuur | Categorie               | Afstand   |
| --------------- | ----------- | ----------------------- | --------- |
| di 23 september | 14:00       | Tijdrit mannen beloften | 33,55 km  |
| wo 24 september | 14:00       | Tijdrit vrouwen elite   | 25,15 km  |
| do 25 september | 13:00       | Tijdrit mannen elite    | 43,70 km  |
| vr 26 september | 12:15       | Wegrit mannen beloften  | 173,35 km |
| za 27 september | 13:00       | Wegrit vrouwen elite    | 138,80 km |
| zo 28 september | 10:30       | Wegrit mannen elite     | 260,25 km |

## Uitslagen

### Mannen

#### Tijdrit beloften
| #      | Renner          | Land             | Tijd   |
| ------ | --------------- | ---------------- | ------ |
| Goud   | Adriano Malori  | Italië           | 41'35" |
| Zilver | Patrick Gretsch | Duitsland        | +49"   |
| Brons  | Cameron Meyer   | Australië        | +1'04" |
| 4      | Marcel Wyss     | Zwitserland      | +1'11" |
| 5      | Stefano Borchi  | Italië           | +1'24" |
| 6      | Peter Stetina   | Verenigde Staten | +1'24" |
| 7      | Kristjan Koren  | Slovenië         | +1'24" |
| 8      | Rui Costa       | Portugal         | +1'26" |
| 9      | Andreas Henig   | Duitsland        | +1'32" |
| 10     | Artem Ovetsjkin | Rusland          | +1'37" |

#### Wegrit beloften
| #      | Renner            | Land                | Tijd     |
| ------ | ----------------- | ------------------- | -------- |
| Goud   | Fabio Duarte      | Colombia            | 4u17'02" |
| Zilver | Simone Ponzi      | Italië              | z.t.     |
| Brons  | John Degenkolb    | Duitsland           | z.t.     |
| 4      | Ben Swift         | Verenigd Koninkrijk | z.t.     |
| 5      | Rui Costa         | Portugal            | z.t.     |
| 6      | Cyril Gautier     | Frankrijk           | z.t.     |
| 7      | Egor Silin        | Rusland             | +5"      |
| 8      | Daniel Oss        | Italië              | +7"      |
| 9      | Dennis van Winden | Nederland           | +12"     |
| 10     | Damiano Caruso    | Italië              | +15"     |

#### Tijdrit elite
| #      | Renner           | Land                | Tijd     |
| ------ | ---------------- | ------------------- | -------- |
| Goud   | Bert Grabsch     | Duitsland           | 52'01"60 |
| Zilver | Svein Tuft       | Canada              | +42"79   |
| Brons  | David Zabriskie  | Verenigde Staten    | +52"27   |
| 4      | Levi Leipheimer  | Verenigde Staten    | +1'05"42 |
| 5      | Gustav Larsson   | Zweden              | +1'05"84 |
| 6      | Stijn Devolder   | België              | +1'15"41 |
| 7      | Tony Martin      | Duitsland           | +1'16"26 |
| 8      | Janez Brajkovič  | Slovenië            | +1'25"16 |
| 9      | David Millar     | Verenigd Koninkrijk | +1'25"26 |
| 10     | Sylvain Chavanel | Frankrijk           | +1'25"82 |

#### Wegrit elite
| #      | Renner                | Land       | Tijd     |
| ------ | --------------------- | ---------- | -------- |
| Goud   | Alessandro Ballan     | Italië     | 6u37'30" |
| Zilver | Damiano Cunego        | Italië     | +3"      |
| Brons  | Matti Breschel        | Denemarken | z.t.     |
| 4      | Davide Rebellin       | Italië     | z.t.     |
| 5      | Andrij Grivko         | Oekraïne   | z.t.     |
| 6      | Joaquím Rodríguez     | Spanje     | z.t.     |
| 7      | Fabian Wegmann        | Duitsland  | z.t.     |
| 8      | Christian Pfannberger | Oostenrijk | z.t.     |
| 9      | Nick Nuyens           | België     | z.t.     |
| 10     | Robert Gesink         | Nederland  | z.t.     |

### Vrouwen

#### Tijdrit elite
| #      | Renster           | Land                | Tijd     |
| ------ | ----------------- | ------------------- | -------- |
| Goud   | Amber Neben       | Verenigde Staten    | 33'51"35 |
| Zilver | Christiane Soeder | Oostenrijk          | +7"56    |
| Brons  | Judith Arndt      | Duitsland           | +21"77   |
| 4      | Tatjana Antosjina | Rusland             | +23"39   |
| 5      | Kristin Armstrong | Verenigde Staten    | +25"27   |
| 6      | Karin Thürig      | Zwitserland         | +29"99   |
| 7      | Susanne Ljungskog | Zweden              | +57"38   |
| 8      | Emma Pooley       | Verenigd Koninkrijk | +57"38   |
| 9      | Charlotte Becker  | Duitsland           | +1'03"32 |
| 10     | Linda Villumsen   | Denemarken          | +1'05"43 |

#### Wegrit elite
| #      | Renster                 | Land                | Tijd     |
| ------ | ----------------------- | ------------------- | -------- |
| Goud   | Nicole Cooke            | Verenigd Koninkrijk | 3u42'11" |
| Zilver | Marianne Vos            | Nederland           | z.t.     |
| Brons  | Judith Arndt            | Duitsland           | z.t.     |
| 4      | Emma Johansson          | Zweden              | +5"      |
| 5      | Trixi Worrack           | Duitsland           | +11"     |
| 6      | Diana Žiliūtė           | Litouwen            | +1'47"   |
| 7      | Marta Vilajosana Andreu | Spanje              | z.t.     |
| 8      | Joanne Kiesanowski      | Nieuw-Zeeland       | z.t.     |
| 9      | Aleksandra Wrubleski    | Polen               | z.t.     |
| 10     | Julia Martisova         | Rusland             | z.t.     |

### Medaillespiegel
| Plaats | Land                | Goud | Zilver | Brons | Totaal |
| 1      | Italië              | 2    | 2      | 0     | 4      |
| 2      | Duitsland           | 1    | 1      | 3     | 5      |
| 3      | Verenigde Staten    | 1    | 0      | 1     | 2      |
| 4      | Colombia            | 1    | 0      | 0     | 1      |
| 4      | Verenigd Koninkrijk | 1    | 0      | 0     | 1      |
| 6      | Canada              | 0    | 1      | 0     | 1      |
| 6      | Nederland           | 0    | 1      | 0     | 1      |
| 6      | Oostenrijk          | 0    | 1      | 0     | 1      |
| 9      | Denemarken          | 0    | 0      | 1     | 1      |
| 9      | Australië           | 0    | 0      | 1     | 1      |
| Totaal | Totaal              | 6    | 6      | 6     | 18     |